# توپولف ای‌ان‌تی-۱
توپولف ای‌ان‌تی-۱ (به انگلیسی: Tupolev ANT-1) یک هواگرد ساختِ کارخانهٔ توپولف در کشور اتحاد جماهیر سوسیالیستی شوروی است. این هواگرد برای نخستین بار در ۲۰ اکتبر ۱۹۲۳ میلادی مورد استفاده قرار گرفت.